# Brežice község
Brežice község (szlovénül Občina Brežice) Szlovénia 212 alapfokú közigazgatási egységének, azaz községének egyike a Posavska statisztikai régióban. A település székhelye Brežice város. A terület hagyományosan Alsó-Stájerország (a Száva folyó bal partján fekvő terület) és Alsó-Krajna (a Száva folyó jobb partján fekvő terület) között oszlott meg. Brežice Szlovénia egyik legnagyobb községe. A Száva és a Krka folyók összefolyásánál fekszik, és több nemzetközi közlekedési útvonal csomópontjában is áll.  

## Települések
A községhez Brežice székhelyen kívül a következő települések tartoznak:
- Arnovo Selo
- Artiče
- Bizeljska Vas
- Bizeljsko
- Blatno
- Bojsno
- Boršt
- Bračna Vas
- Brezje pri Bojsnem
- Brezje pri Veliki Dolini
- Brezovica na Bizeljskem
- Brvi
- Bukošek
- Bukovje
- Bušeča Vas
- Čatež ob Savi
- Čedem
- Cerina
- Cerklje ob Krki
- Cirnik
- Črešnjice pri Cerkljah
- Cundrovec
- Curnovec
- Dečno Selo
- Dednja Vas
- Dobeno
- Dobova
- Dolenja Pirošica
- Dolenja Vas pri Artičah
- Dolenje Skopice
- Dramlja
- Drenovec pri Bukovju
- Dvorce
- Gabrje pri Dobovi
- Gaj
- Gazice
- Globočice
- Globoko
- Glogov Brod
- Gorenja Pirošica
- Gorenje Skopice
- Gornji Lenart
- Gregovce
- Hrastje pri Cerkljah
- Izvir
- Jereslavec
- Jesenice
- Kamence
- Kapele
- Koritno
- Kraška Vas
- Križe
- Krška Vas
- Laze
- Loče
- Mala Dolina
- Mali Cirnik
- Mali Obrež
- Mali Vrh
- Mihalovec
- Mostec
- Mrzlava Vas
- Nova Vas ob Sotli
- Nova Vas pri Mokricah
- Obrežje
- Oklukova Gora
- Orešje na Bizeljskem
- Pavlova Vas
- Pečice
- Perišče
- Piršenbreg
- Pišece
- Podgorje pri Pišecah
- Podgračeno
- Podvinje
- Ponikve
- Poštena Vas
- Prilipe
- Račja Vas
- Rajec
- Rakovec
- Ribnica
- Rigonce
- Sela pri Dobovi
- Silovec
- Slogonsko
- Slovenska Vas
- Sobenja Vas
- Spodnja Pohanca
- Sromlje
- Stankovo
- Stara Vas–Bizeljsko
- Stojanski Vrh
- Trebež
- Velika Dolina
- Velike Malence
- Veliki Obrež
- Vinji Vrh
- Vitna Vas
- Volčje
- Vrhje
- Vrhovska Vas
- Zasap
- Žejno
- Zgornja Pohanca
- Zgornji Obrež
- Župeča Vas
- Župelevec

## Népesség
| Lakosok száma | 24 253 | 24 328 | 24 354 | 24 301 | 24 311 | 24 225 | 24 216 | 24 143 | 24 157 | 24 250 |
|               | 2008   | 2009   | 2011   | 2012   | 2013   | 2015   | 2016   | 2017   | 2019   | 2020   |